# 證券交易塔

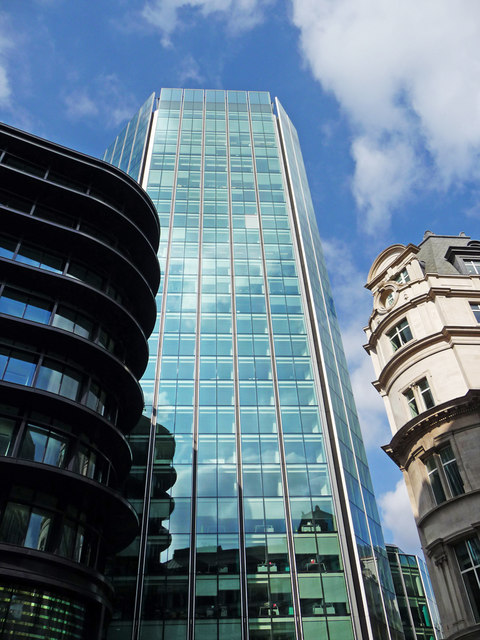

舊寬街125號（125 Old Broad Street），舊名證券交易塔（Stock Exchange Tower），是英國倫敦的一座高層辦公樓，位於倫敦市金融區的舊寬街。直到2004年遷址主禱文廣場為止，這座建築是倫敦證券交易所的辦公地點超過30年。證券交易塔高100（328英尺），有26層，在1970年竣工，並在1972年11月8日由伊莉莎白二世揭幕啟用。

## 外部連結
- Emporis.com

51°30′52″N 0°05′12″W / 51.51444°N 0.08667°W